# Allonnes (Eure-et-Loir)
Allonnes ist eine französische Gemeinde mit 319 Einwohnern (Stand: 1. Januar 2022) im Département Eure-et-Loir in der Region Centre-Val de Loire. Sie gehört zum Arrondissement Chartres und ist Mitglied im Gemeindeverband Communauté d’agglomération Chartres Métropole. Die Einwohner werden Allonnais und Allonnaises genannt.

## Geographie
Allonnes liegt etwa 23 Kilometer südöstlich von Chartres. Umgeben wird Allonnes von den Nachbargemeinden Prunay-le-Gillon im Norden, Boisville-la-Saint-Père im Osten, Beauvilliers im Süden sowie Theuville im Westen.

## Bevölkerungsentwicklung
| Jahr                      | 1962 | 1968 | 1975 | 1982 | 1990 | 1999 | 2006 | 2013 |
| Einwohner                 | 211  | 222  | 188  | 168  | 252  | 264  | 298  | 326  |
| Quelle: Cassini und INSEE |      |      |      |      |      |      |      |      |

## Sehenswürdigkeiten

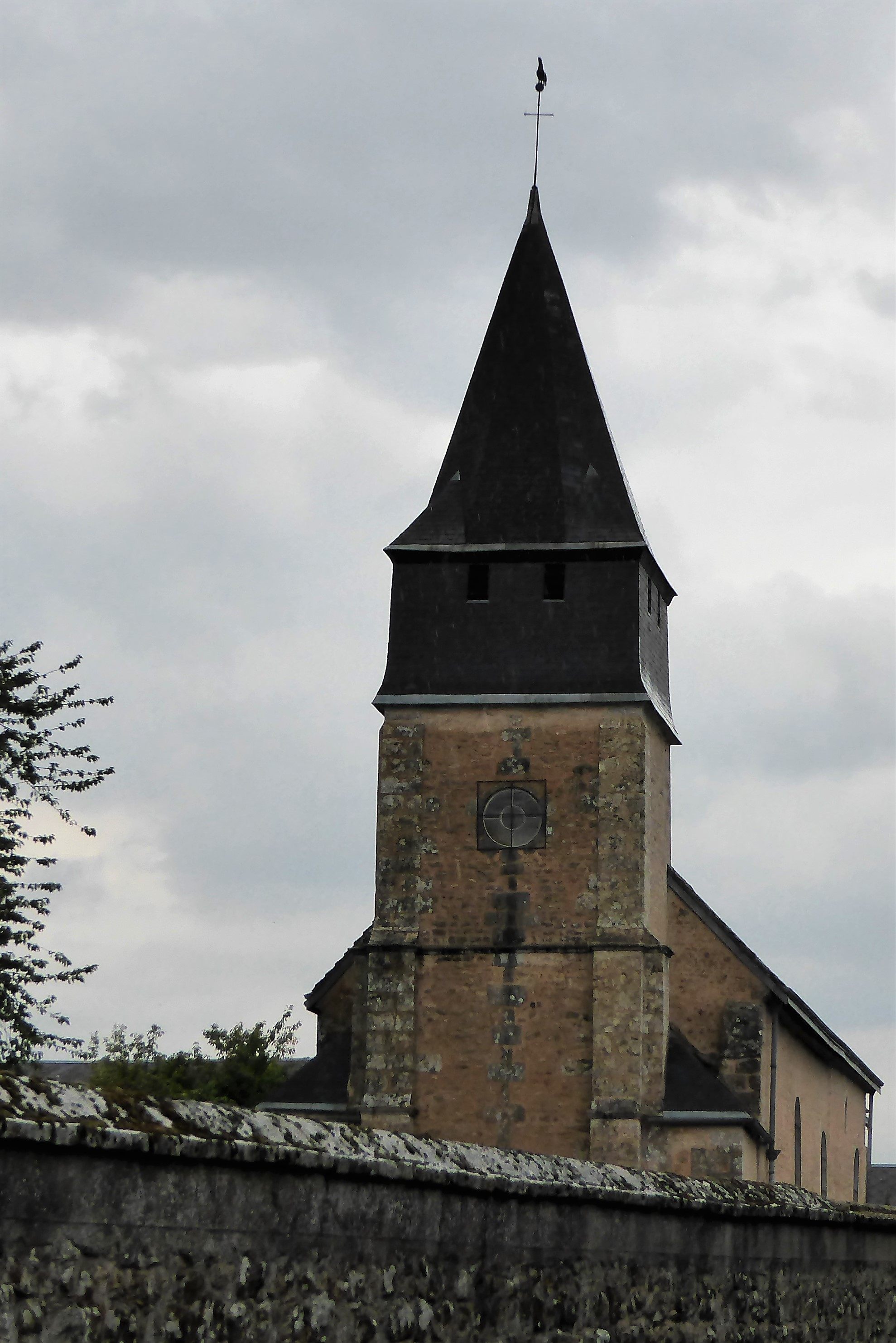
Kirche Saint-Jacques

- Kirche Saint-Jacques